# Bucle de enrutamiento
Un Bucle de enrutamiento o routing Loop  ocurre cuando los encaminadores o routers disponen de una información acerca de la red y en lugar de enviar el tráfico a su destino, se pasan los paquetes entre ellos creyendo que el otro enrutador sabrá el camino.
En los diseños de redes complejas pueden producirse bucles o loops de enrutamiento. Los enrutadores transmiten a sus vecinos actualizaciones constantes, si un enrutador A recibe de B una actualización de una red que ha caído, este transmitirá dicha información a todos sus vecinos incluido al  enrutador  B quien primeramente le informó de la novedad, a su vez  el enrutador B volverá a comunicar que la red se ha caído al enrutador A formándose un bucle interminable.
- Datos: Q7371625